# 小口健二
小口 健二（おぐち けんじ、1948年 - 2007年11月29日）は、日本の実業家でフロム・ファーストプロダクションの元社長・芸能プロモーター。

## 来歴・人物
大学卒業後にバーニングプロダクションに入社。 郷ひろみをジャニーズ事務所から引き抜きマネージメントをした。 1982年にフロム・ファーストプロダクションを設立。本木雅弘、竹中直人、高岡早紀、北村一輝ら多くの俳優、タレントを育てた。2007年11月29日、糖尿病のため59歳で死去。多数のタレントを抱える情深い社長として知られていた。

## 家族
- 小口文子 - 現フロムファーストプロダクションの社長。
- 小口欽也 - 小口健二の息子で2008年4月よりフロムファーストプロダクション社員

## プロデュースした作品
映画
- 魚からダイオキシン!!（1992年）
- エロティックな関係（1992年）
- 119（1994年）
- おくりびと（2008年）など